# Blastothrix hissarica
Blastothrix hissarica är en stekelart som beskrevs av Sugonjaev 1972. Blastothrix hissarica ingår i släktet Blastothrix och familjen sköldlussteklar.
Artens utbredningsområde är Tadzjikistan. Inga underarter finns listade.